# Zona auto-amministrata Danu
La zona auto-amministrata Danu (in lingua birmana: ဓနု ကိုယ်ပိုင်အုပ်ချုပ်ခွင့်ရ ဒေသ, trascrizione IPA: dənṵ kòbàɪɴ ʔoʊʔtɕʰoʊʔ kʰwɪ̰ɴja̰ dèθa̰) è una suddivisione amministrativa di primo livello della Birmania,  come gli Stati e le Regioni del paese. Il territorio di tale zona è compreso nello Stato Shan, ed il capoluogo è Pindaya. La zona si suddivide nelle due township di Ywangan e Pindaya.
La creazione delle zone auto-amministrate del paese era prevista nella nuova Costituzione del 2008, ed è stata ufficializzata con un decreto del 20 agosto 2010. La zona viene auto-amministrata da membri dell'etnia danu.